# Венера з Тан-Тана

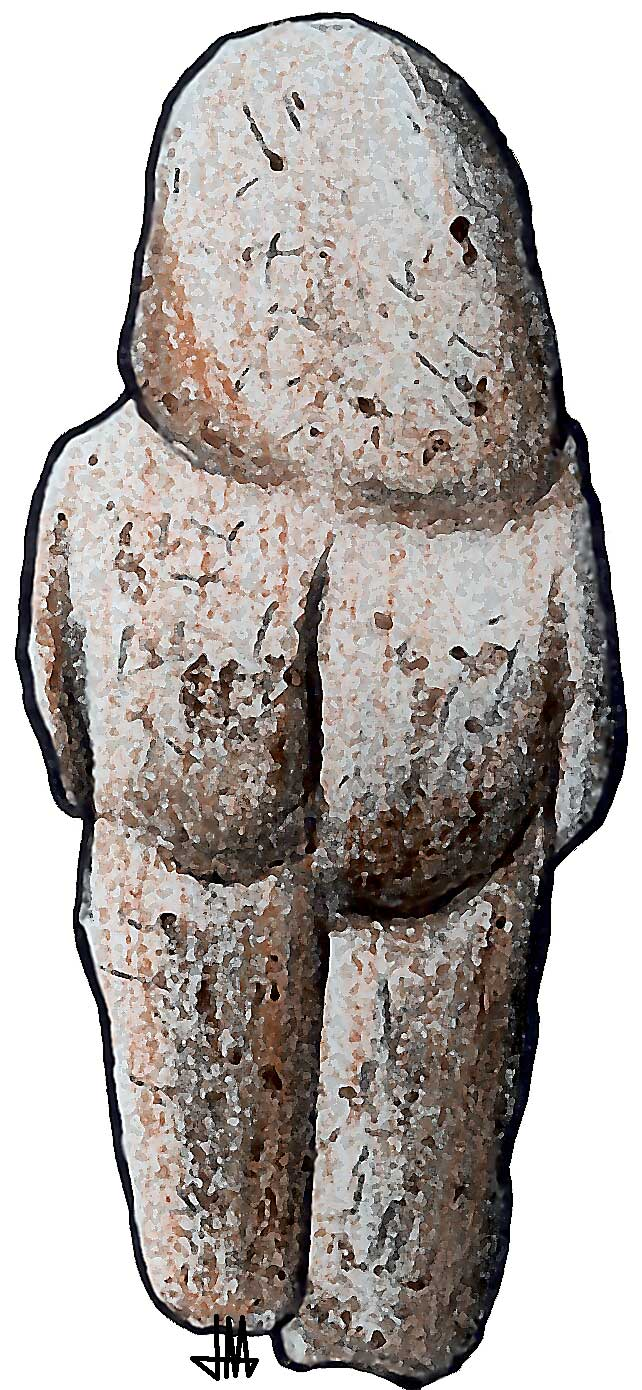
Малюнок фігурки Венери з фотографії

Вене́ра з Тан-Тана — антропоморфна кварцитова фігурка довжиною 58 мм, виявлена в 1999 році німецькою експедицією в заплаві річки Дра південніше марокканського міста Тан-Тан.
Разом із Венерою з Берехат-Рама (відомою з 1981 року) являє собою найдавніший (500–300 тис. років) зразок «палеолітичної Венери» і, таким чином, найбільш ранню відому науці пам'ятку художньої творчості. Трактування цієї знахідки як виключно антропоморфної, тим більше як палеолітичної Венери, дуже проблематичне.
Спосіб виготовлення і характер використання артефакта викликають суперечки серед археологів. Вкрай грубий обробіток, узагальнені форми, відсутність обличчя наводить деяких учених на думку про те, що фігурка набула антропоморфного вигляду внаслідок природних впливів (вивітрювання, ерозії).
Прихильники теорії штучного походження фігурки вказують на сліди (можливо, пізнього) покриття охрою — це свідчить про те, що доісторична людина надавала фігурці символічне (можливо, культове) значення.